# Československý pavilon na Světové výstavě 1939
Československý pavilon, tehdy česko-slovenský, na Světové výstavě roku 1939 v New Yorku v USA, která se konala  v letech 1939 a 1940, byl otevřen pouze v prvním roce výstavy. Autorem architektonického návrhu pavilonu byl Kamil Roškot. Pavilon se otevřel dva měsíce po německé okupaci Československa díky finanční podpoře českých krajanů a navzdory německým protestům a na výstavě prezentoval stát, který de iure už neexistoval. Velkou zásluhu na realizaci projektu měl Ladislav Sutnar, který byl po vyhlášení protektorátu Čechy a Morava oficiálně pověřen likvidací probíhající instalace výstavy, ale tento úkol ignoroval. Ke zdárnému dokončení stavby přispěl také generální komisař Hugo Vavrečka, který vyslal exponáty i s experty do USA ještě před vznikem druhé republiky.

## Přípravy
Vítězem architektonické soutěže na stavbu československého pavilonu se stal Kamil Roškot, který projektoval již stavby na veletrhu v Miláně roku 1927 a na Světové výstavě v Chicagu v roce 1933.
Návrhy na řešení interiérů předložilo několik umělců, včetně Antonína Heythuma, který byl autorem oceněného československého pavilonu na světové výstavě v Bruselu v roce 1935. O zakázku se nakonec podělili architekti František Cubr a Zdeněk Pokorný, kteří dostali na starost  interiéry prvního poschodí a své zkušenosti dokázali skvěle zhodnotit o několik let později coby autoři úspěšného pavilonu na světové výstavě  v roce 1958 v Bruselu. Zbývající prostory navrhl zkušený Antonín Heythum.
Na projektu a realizaci pavilonu se významným způsobem podílel Ladislav Sutnar. Po vyhlášení protektorátu Čechy a Morava dne 16. 3. 1939 vydalo Ministerstvo zahraničí v Berlíně rozhodnutí o zrušení československé účasti na světové výstavě v New Yorku. V dubnu 1939 Sutnar odcestoval do New Yorku s oficiálním pověřením zlikvidovat již rozpracovanou instalaci výstavy, nicméně Sutnar tento úkol ignoroval a po skončení výstavy zůstal v USA.
Německé říšské ministerstvo poslalo na likvidaci československého pavilonu do New Yorku 10 000 dolarů. Peníze skutečně dorazily, ale byly místo toho využity na dostavbu pavilonu. Pavilon se podařilo dostavit také díky finanční podpoře českých krajanů v USA a zásluhu na jeho dokončení měl také generální komisař Hugo Vavrečka, který před vypuknutím druhé republiky vyslal exponáty i s experty přes Atlantik.

## Pavilon a výstava

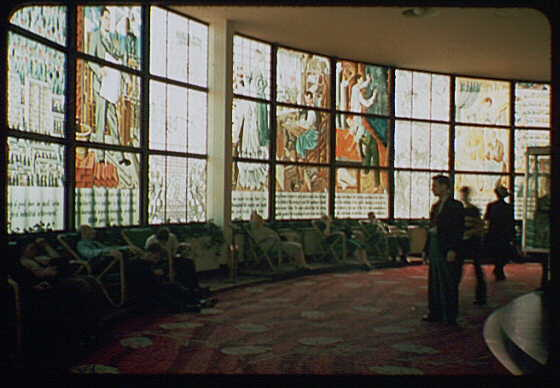
Baťovská vitráž nazvaná Hymna práce uvnitř česko-slovenského pavilonu na světovém veletrhu v New Yorku roku 1939

Pavilon se nacházel na pozemku o výměře 1524 hektarů v severní části výstaviště vedle pavilonů USA a Sovětského svazu. Budovu s ocelovou konstrukcí zhotovily Vítkovické železárny. Stavba měla podobu protáhlého tělesa s rampami a schodišti po stranách. Průčelí budovy, které díky ostře řezaným hranám působilo přísně geometrickým dojmem, kontrastovalo s oblým průčelím zadní části budovy. Stavba byla ze tří stran obklopena terasou. Šedou fasádu obloženou keramikou oživovaly horizontální pásy barevných oken. Na střeše pavilonu se nacházela restaurace Stará Praha, která poskytovala skvělý výhled na Lagunu národů.
Československý pavilon se otevřel navzdory německým protestům dva měsíce po obsazení Československa Hitlerovou armádou dne 31. května 1939 za účasti Edvarda Beneše. Česká vlajka před pavilonem vlála na půl žerdi a vyjadřovala smutek nad německou okupací. Na průčelí budovy byl nad nápisem CZECHO-SLOVAKIA umístěn státní znak a nad ním citát J. A. Komenského: „Po všech dobách útlaku vláda věcí tvých k tobě se zase navrátí, ó lide český.“ Výstava kladla důraz na vlastenectví a navštívili ji politici československé exilové vlády.
Mezi vystavenými exponáty nechybělo sklo a keramika, ocel a kovové nástroje a zemědělské a textilní výrobky. Druhá část expozice byla věnována umění. Jedním z hlavních exponátů se stala  monumentální mozaika (10 × 7 m) navržená Kamilem Roškotem. Znázorňovala nejstarší architektonické památky Prahy, především stylizované gotické a románské stavby. Později v letech 1946–1947 se uvažovalo o možnosti převézt mozaiku zpět do Československa, ale vzhledem k vysokým finančním nákladům na dopravu byl tento nápad zamítnut. Mozaika zůstala ve Spojených státech, kde ji krajanský spolek umístil na místní hřbitov.